# Діонісій з Ламптри
Діонісій з Ламптри (грец. Διονύσιος, прим. III століття до н.е.) був епікурейським філософом, що змінив Полістрата у якості глави (схоларха) школи Епікура в Афінах близько 219 р. до н.е. Все, що ми знаємо про нього - він керував школою близько 13-ти років, поки не помер 205 р. до н.е. Діонісій важливий для нас як сполучна ланка в лінії спадкоємності філософів цієї школи. В управлінні школою йому наслідував Василід.